# Orio Caldiron
Orio Caldiron est un critique cinématographique et essayiste italien né le 24 septembre 1938 à Padoue et mort le 28 mars 2025 à Rome.

## Biographie
Professeur d'histoire du cinéma à l'université de Rome « La Sapienza », il a été président du Centro sperimentale di cinematografia et directeur de la revue Bianco e Nero. Il a dirigé plusieurs volumes de la Storia del cinema italiano publiés, en collaboration avec le Centro sperimentale di cinematografia, par les éditions Marsilio et Bianco & nero,.

## Œuvres
- Il cinema italiano negli anni sessanta, Padova, Radar, 1969
- Claude Levi-Strauss: i fondamenti teorici dell'antropologia strutturale, Firenze, Olschki, 1975
- Vittorio De Sica, Roma, Edizioni di Bianco&Nero, 1975
- Il cinema della televisione: dare e avere, Venezia, Biennale di Venezia, 1976
- Cinema e cultura di massa nell'Inghilterra del 1936, Venezia, Biennale di Venezia, 1976
- Isa Miranda. Roma, Gremese, 1978.
- La paura del buio: studi sulla cultura cinematografica in Italia, Roma, Bulzoni, 1980
- Totò, Roma, Gremese, 1980
- Il sovversivo di corte, Palermo, Edizioni Flaccovio, 1981
- Tutti i De Sica, Roma, E. Carpintieri, 1984
- L'arte del delitto, Roma, Bulzoni, 1985
- Cesare Zavattini, Roma, Cinecittà estero, 1990
- Michael Curtiz: un ungherese a Hollywood, Roma, La Meridiana, 1992
- Nero noir, Udine Centro Espressioni Cinematografiche, 1992
- Pietro Germi: le cinema frontalier, Rome, Gremese international, 1995
- Il paradosso dell'autore, Roma, Bulzoni, 1999
- Luigi Chiarini 1900-1975: «Il film è un'arte, il cinema è un'industria», Roma, Fondazione Scuola Nazionale di Cinema, 2001
- Passaggio a Nord-Ovest, Roma, Bulzoni, 2001
- Cinema 1936-1943: prima del neorealismo, Roma, Fondazione Scuola nazionale di cinema, 2002
- Il principe Totò, Roma, Gremese Editore, 2002
- Totò a colori di Steno: il film, il personaggio, il mito, Roma, Edizioni Interculturali Uno, 2003
- Pietro Germi, la frontiera e la legge, Roma, Bulzoni, 2004
- Le fortune del melodramma, Roma, Bulzoni, 2004
- Giuseppe Rotunno: la verità della luce, Roma-Milano, Centro sperimentale di cinematografia-Skira, 2007
- C'era una volta il '48: la grande stagione del cinema italiano, Roma, Minimun Fax, 2008
- La bella compagnia, Roma, Bulzoni, 2009
- Totò e la gaia scienza. Ricordi e testimonianze d'autore sul principe della comicità, Napoli, Cinema Sud, 2017